# 곡천천 (울산)
곡천천(曲泉川)은 울산광역시 울주군 웅촌면 은현리에서 발원하여 남류하고 괴천교 부근에서 동류하다가 울산광역시 울주군 웅촌면의 회야강으로 흘러드는 강이다.2004년 12월 18일 울산시는 양산시와 울주군 공동주관으로 양산지역에서 발원해 울산의 주 식수원인 회야댐을 거쳐 동해로 나가는 회야강을 깨끗한 강으로 가꾸기 위해 `회야강 대청결 운동'을 대대적으로 전개하였다.그 중 제3구역인 웅촌면사무소앞의 이 강은 150명이 나와 청소에 나섰다.